# LOVE COOK
《LOVE COOK》(러브 쿡)은 일본의 가수 오오츠카 아이가 2005년 12월 14일에 발매한 3번째 정규 앨범이다. 전작 《LOVE JAM》으로부터 1년 1개월 만에 발매된 이 앨범은 〈SMILY / 비다마〉, 〈네코니후센〉, 〈플라네타륨〉까지 2005년을 자신의 최고의 해로 만든 그녀의 히트 싱글들을 정리하는 앨범이라고 할 수 있다.
앨범은 태양이 뜨고 지는 순서대로 트랙 리스트가 짜여져 있는데, 〈5:09a.m.〉으로 시작된다. 두 번째 트랙 〈羽ありたまご (날개 달린 달걀)〉는 조용한 발라드 곡으로, 후에 라이브 버전으로 녹음되어 13번째 싱글 〈[[렝아이샤신|恋愛写真]]〉의 보너스 트랙으로 수록되기도 했다. 일곱 번째 트랙 〈Cherish〉는 2005년 3월 16일 발매된 일본의 만화 《NANA》의 트리뷰트 앨범 《LOVE for NANA ~Only 1 Tribute~》의 수록곡이다. 만화 속 밴드 "TRAPNEST"가 되었다는 가정을 하고 만든 곡으로, 이후 베스트 앨범 《愛 am BEST》에도 수록되었다. 여덟 번째 트랙 〈ラ-メン3分クッキング (라면 3분 쿠킹)〉은 컵라면에 물을 부은 채로 전화를 받으며 3분을 기다리는 사이에, 라면 위에 얹은 고명과 면 종류에 대해 이야기를 나누는 가사의 노래이다. 노래 제목에서 보듯이, 노래 길이가 정확히 3분이다.
앨범은 다양한 형태로 발매되었다. 통상반(CD반 / CD+DVD반), CD반+사진집 사양, CD반+그림책 사양의 형태로 발매되었고 각각의 자켓 사진이 모두 다르다. 이 앨범은 334,812장의 판매량으로 2005년 12월 넷째 주 오리콘 주간 앨범 차트 1위를 기록했고, 오오츠카 아이의 앨범들 중 가장 좋은 판매량을 기록한 앨범이다.

## 트랙리스트
CD
1. 5:09a.m.
2. 羽ありたまご (날개 달린 달걀)
3. [[SMILY / 비다마|ビー玉]] (유리구슬)
4. SMILY
5. U-ボート (U-보트)
6. [[네코니후센|ネコに風船]] (고양이에 풍선)
7. Cherish
8. ラ-メン3分クッキング (라면 3분 쿠킹)
9. 東京ミッドナイト (도쿄 Midnight)
10. [[플라네타륨 (오오츠카 아이의 노래)|プラネタリウム]] (플라네타륨)
11. Birthday Song
12. LOVE MUSiC

DVD
1. ビー玉 (Music Clip)
2. Cherish (Music Clip)